# إليزابيث جوزيلي
إليزابيث جوزيلي (بالفرنسية: Élisabeth Guazzelli)‏ (مواليد 17 يناير 1955)، هي فيزيائية فرنسية، تشغل منصب مديرة الأبحاث في المركز الوطني الفرنسي للبحث العلمي، ومحررة في مجلة ميكانيكا الموائع التي تنشرها مطبعة جامعة كامبريدج.